# Alexandre Dezos de la Roquette
Jean Bernard Marie Alexandre Dezos de la Roquette, né à Castelsarrasin (Tarn-et-Garonne) le 30 octobre 1784, mort le 9 août 1868 à Paris, est un militaire et géographe français.
Fils de Gabriel Dezos de La Roquette, Capitaine de Cavalerie de l'Armée Royale et d’Antoinette de Vienne

## Carrière
Il commença sa carrière dans les bureaux de la caisse d’amortissement. En 1814, La Restauration donna une haute position politique au cousin de sa mère le Lieutenant-Général Jean Joseph Dessolles, il l’attacha aussitôt à son état-major avec le grade de Capitaine, en 1816 promu Chef d’Escadron et il obtenait la croix de la Légion d’honneur
Rédacteur à la Direction commerciale, En 1831 S. M. le Roi Louis-Philippe Ier, nomma Alexandre Dezos de la Roquette, Consul de France à Elseneur au Danemark, puis en 1836 à Christiania (d’Oslo) en Norvège, rentra en France sur sa demande en juillet 1839. En 1844 il reçut le grade d’officier de la Légion d’honneur et celui de commandeur de l’ordre de Charles III

## Membre de la Société de géographie de Paris

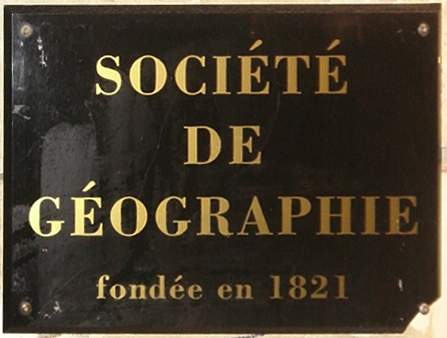
Plaque boulevard Saint-Germain à Paris.

Il collabora à la rédaction du Bulletin mensuel de la Société de géographie de Paris
Il fut secrétaire annuel, pour 1829, en 1842 l’assemblée générale, lui conféra la vice-présidence annuelle de sa Commission centrale, qu’elle lui renouvela plus tard en 1854. De 1850 à 1853, il occupa la charge de Secrétaire-général, le titre de vice-présidence de la Société reçu une première fois en 1847 puis de nouveau en 1857-1858 et celui de Présidence-Honoraire en 1863
Deux ans après sa mort la Société de géographie, créa le prix Alexandre de La Roquette pour travaux géographiques sur les diverses parties du monde.
Auteur en 1816 d’un Armorial des villes de France. 
Traducteur des ouvrages, Histoire de l'expédition aux rivières d'Orénoque et d'Apuré dans l'Amérique par G. Hippisley et Tableau historique, géographique et politique de la Moldavie et de la Valachie, par W. Wilkinson. En 1828 il traduit avec M. de Verneuil, Les Voyages de Christophe Colomb, du premier volume de la collection espagnole de Navarrete, ce qui valut en Espagne aux deux traducteurs le titre d’associés étrangers de l’Académie Royale de l’Histoire

## Bibliothèque nordique

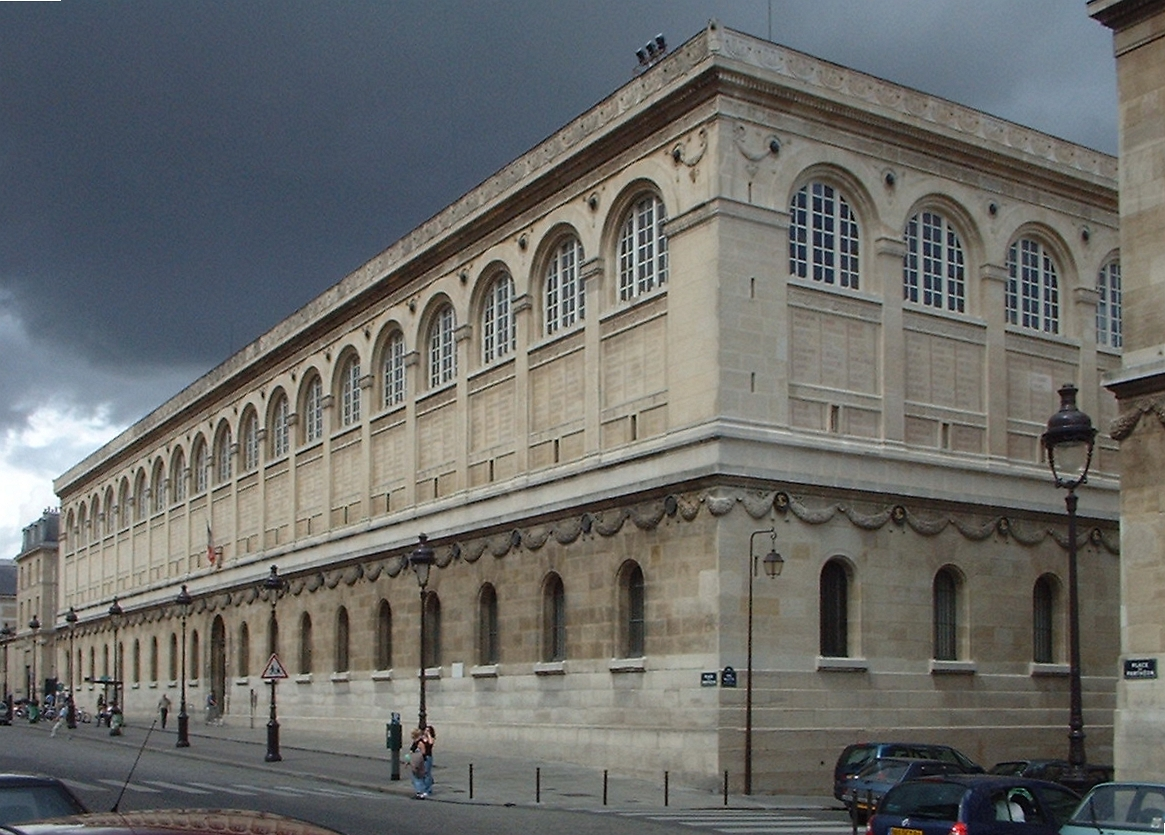
La bibliothèque Sainte-Geneviève

À la mort d'Alexandre Dezos de La Roquette en 1868, ses héritiers léguèrent à la bibliothèque Sainte-Geneviève sa collection (environ 1500 ouvrages sur le Danemark et la Norvège). C'est grâce à ce legs, réuni au fonds Le Tellier, que put être constituée la " Collection Scandinave " de la bibliothèque Sainte-Geneviève

## Source
- Bulletin de la Société de géographie de 1868 (le Bulletin) et Nouvelles Annales des Voyages, de la Géographie et de l'histoire